# Saint-Cosme-en-Vairais
Saint-Cosme-en-Vairais är en kommun i departementet Sarthe i regionen Pays de la Loire i nordvästra Frankrike. Kommunen ligger i kantonen Mamers som tillhör arrondissementet Mamers. År 2022 hade Saint-Cosme-en-Vairais 1 884 invånare.

## Befolkningsutveckling
Antalet invånare i kommunen Saint-Cosme-en-Vairais
| Referens: INSEE |